# Koechlin & Pischoff Monoplan

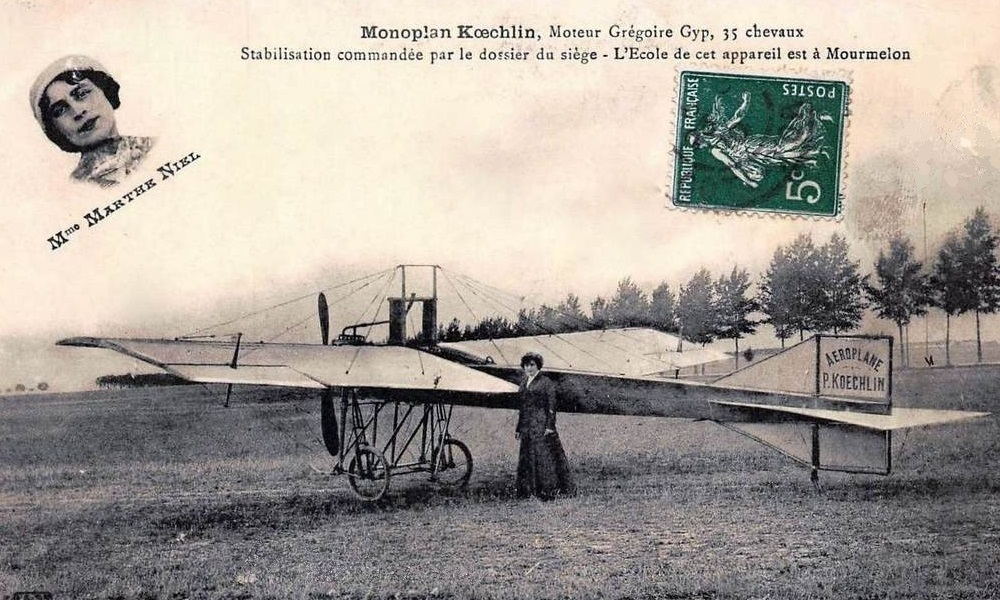
Version des Koechlin-Eindeckers von 1910

Die Koechlin & Pischoff Monoplan war ein französischer Eindecker von 1908 auf dem Unternehmen von Alfred von Pischof und Paul Koechlin.

## Beschreibung
Das Flugzeug hatte einen bootsähnlichen Rumpf. Der Pilot saß zwischen den Tragflächen. An der Spitze und am Ende des Rumpfes befand sich jeweils ein geteiltes Höhenruder. Die Flosse am Rumpfende war ebenfalls geteilt. Die Quersteuerung erfolgte über Ruder an der Tragflächenspitzen. Angetrieben wurde das Flugzeug von einem Zweizylinder-Boxermotor, der über Ketten zwei hölzerne Propeller antrieb, die sich an Auslegern direkt hinter der Tragfläche befanden.
Das Flugzeug  wurde im Dezember 1908 auf dem Aero Salon in Paris ausgestellt.

## Technische Daten
| Kenngröße    | Daten                                                         |
| ------------ | ------------------------------------------------------------- |
| Flügelfläche | 23 m²                                                         |
| Antrieb      | ein wassergekühlter Zweizylinder-Boxermotor mit 17 PS (13 kW) |